# آواز فاخته (رمان)
آواز فاخته (انگلیسی: Cuckoo Song) نوشته فرانسیس هاردینگ، یک رمان فانتزی کودکان یا بزرگسالان است که در ۸ مه ۲۰۱۴ توسط مک‌میلن در بریتانیا و توسط آبرامز آمولت در ایالات متحده منتشر شد. این رمان برنده جایزه رابرت هولدستاک ۲۰۱۵ برای بهترین رمان فانتزی شد و در فهرست نهایی مدال کارنگی ۲۰۱۵ قرار گرفت.
داستان در اوایل دهه ۱۹۲۰، چند سال پس از جنگ جهانی اول اتفاق می‌افتد. این داستان عمدتاً در شهر خیالی-انگلیسی الچستر اتفاق می‌افتد. الچستر در کنار یک تپه است و پل‌های زیادی دارد. همچنین دارای یک عالم اموات پری به نام آندِربِلی است که توسط موجودات پری فراموش شده است. هاردینگ به ما می‌گوید که نام گریمر، برکه‌ای که تریس از آن نجات یافته است، از نام برکه‌ای در روستای مادربزرگش، ویکام اسکیت در سافولک گرفته شده است. شخصیت ویولت پریش بر اساس مادربزرگش است که به‌عنوان یک زن جوان با ورود به آن‌جا با موتور سیکلت روستای زادگاهش را شوکه کرد.

## داستان
تریس از زمان نجات از گریمر، حوضچه‌ای در نزدیکی کلبه تعطیلات آن‌ها در لوور بنتلینگ، حالش خوب نیست. حافظه‌اش مبهم است، او می‌بیند که عروسک‌هایش زنده می‌شوند. او اشتهای زیادی داشته و میل به خوردن دارایی‌هایش و همچنین غذا دارد. او برگ‌های مرده‌ای را در موهایش پیدا می‌کند و اشک‌هایش تار عنکبوت هستند. خواهرش، پن، با انتقام از او متنفر است و دربارهٔ او کنجکاوی می‌کند. در خانه‌ای در الچستر، او متوجه می‌شود که یک بیسایدر نامه‌هایی از برادر مرده‌اش، سباستین، تحویل می‌گیرد که می‌نویسد در یک زمستان همیشگی گیر افتاده است. با گرفتن آن، او در مورد آندِربِلی که در آن بسیاری از سایرِن‌ها در آن زندگی می‌کنند، می‌آموزد و او فقط هفت روز فرصت دارد تا زندگی کند.
تریس به‌دنبال پن، به جلسه‌ای با معمار می‌رود. پن اعتراف می‌کند که تریس را به سمت گریمر هدایت کرده تا ربوده شود. کناری‌ها یک عروسک چوبی حاوی تعدادی از دارایی‌های تریس را به گریمر انداختند که با ظاهر و برخی از خاطرات تریس تغییری ایجاد کرد. او که یادمی‌گیرد تریس واقعی نیست، اکنون خود را به عنوان نه-تریس معرفی می‌کند.
آقای گریس خیاط، تریس را در معرض دید والدینش قرار می‌دهد و از آن‌ها می‌خواهد که او را بسوزانند. قلم او را نجات می‌دهد، زیرا نسبت به وضعیت نه-تریس دلسوز شده است. ویولت پریش به آن‌ها کمک می‌کند تا از دست آقای گریس و والدینش در امان باشند. دختران از آندِربِلی دیدن می‌کنند تا با شریک ملاقات کنند، او توضیح می‌دهد که ربوده شدن تریس برای مجازات پدرش به‌دلیل شکستن توافق با معمار بود.
نه-تریس اکنون به دنبال یافتن و نجات تریسِ واقعی از دست معمار است. او همچنین می‌خواهد روح سباستین را آزاد کند و زندگی خودِ نه-تریس را فراتر از طراحی هفت روزه‌اش طولانی کند.
در نهایت نه-تریس موفق می‌شود با به دام انداختن یکی از وسایلش در ساعت برادرش خود را نجات دهد و سباستین را از برزخ زندگی پس از مرگ رها کند در حالی که ویولت را از نفرین زمستانی نجات می‌دهد.

## اقتباس
در دسامبر ۲۰۲۰ اعلام شد که آوازِ فاخته توسط سارا دلارد، فیلمنامه‌نویس، برای نتفلیکس اقتباس خواهد شد.